# Kokszan
Kokszan (hangul: 곡산군, Kokszan-kun, handzsa: 谷山郡, RR: Koksan-kun, ’völgyes hegy’) megye Észak-Koreában, Észak-Hvanghe (Hwanghae) tartományban. Korjo (Goryeo) idején alapították, Kokcsu (곡주; 谷州, Kokchu) néven. 1413-ban nyerte el mai nevét, és első ízben ekkor emelték megyei rangra.

## Földrajza
Északról Sinphjong (Sinp'yŏng), keletről a Kangvon (Kangwŏn) tartománybeli Phangjo (P'an'gyo), délről Singje (Sin'gye), nyugatról Szuan (Suan) határolja.
Legmagasabb pontja az 1278 méter magas Tegakszan (대각산; 大角山, Taegaksan).

## Közigazgatása
1 községből (up (ŭp)), 20 faluból (ri (ri)) áll:
| - Kokszan-up (곡산읍; 谷山邑, Koksan-ŭp) - Kjerim-ri (계림리; 桂林里, Kyerim-ri) - Kjeszu-ri (계수리; 溪水里, Kyesu-ri) - Koszong-ri (고성리; 古城里, Kosŏng-ri) - Tokhung-ri (덕흥리; 德興里, Tŏkhŭng-ri) - Tongszan-ri (동산리; 東山里, Tongsan-ri) - Rjongam-ri (룡암리; 龍岩里, Ryongam-ri) - Rjul-ri (률리; 栗里, Ryul-ri) - Mugal-ri (무갈리; 武葛里, Mugal-ri) - Munjang-ri (문양리; 文陽里, Munyang-ri) - Szahjon-ri (사현리; 砂峴里, Sahyŏn-ri) | - Szocshon-ri (서촌리; 西村里, Sŏch'on-ri) - Szerim-ri (세림리; 細林里, Serim-ri) - Szongnim-ri (송림리; 松林里, Songnim-ri) - Oripho-ri (오리포리; 五里浦里, Orip'o-ri) - Vorjang-ri (월양리; 月陽里, Wŏryang-ri) - Cshongszong-ri (청송리; 靑松里, Ch'ŏngsong-ri) - Cshophjong-ri (초평리; 草平里, Ch'op'yŏng-ri) - Phjongam-ri (평암리; 坪岩里, P'yŏngam-ri) - Hjonam-ri (현암리; 玄岩里, Hyŏnam-ri) - Hoam-ri (호암리; 虎岩里, Hoam-ri) |

## Gazdaság
Kokszan (Koksan) megye gazdasága mezőgazdaságra, élelmiszeriparra, bútorgyártásra és papírgyártásra épül.

## Oktatás
Kokszan (Koksan) megye egy mezőgazdasági főiskolának, 25 általános és 25 középiskolának ad otthont.

## Egészségügy
A megye számos egészségügyi intézménnyel rendelkezik, köztük 1 megyei és számos más helyi kórházzal.

## Közlekedés
A megye közutakon a szomszédos helységek felől közelíthető meg. A megye vasúti kapcsolattal rendelkezik, a Cshongnjon Icshon (Ch'ŏngnyŏn Ich'ŏn) vonal része.